# Ribnovo
Ribnovo of Ribnowo (Bulgaars: Рибново) is een dorp in de Bulgaarse oblast Blagoëvgrad. Het dorp is gelegen in de gemeente Garmen en ligt hemelsbreed 114 km ten zuidoosten van de hoofdstad Sofia.

## Ligging
Het dorp Ribnovo ligt in een bergachtig gebied bij het Rodopegebergte op 1.152 meter hoogte. Het dorp is te bereiken via een 20 kilometer lange geasfalteerde bergweg vanuit Ognjanovo door de dorpen Skrebatno en Osikovo. Het dorp ligt 21 km ten noorden van het dorp Garmen, 30 km ten noorden van de stad Gotse Deltsjev en 64 km ten zuidoosten van de provinciale hoofdstad Blagoëvgrad. 

## Bevolking
Het dorp Ribnovo had bij een schatting van 2020 een inwoneraantal van 2.808 personen. Dit waren 63 mensen (2,3%) meer dan 2.745 inwoners bij de officiële census van februari 2011. De gemiddelde jaarlijkse groei in die periode komt daarmee uit op 0,23%, hetgeen hoger is dan het landelijk jaarlijks gemiddelde over deze periode (-0,63%). Ribnovo is een uitzondering voor het platteland van Bulgarije, aangezien het een van de weinige plaatsen met een geboorteoverschot is. Desalniettemin vlakt de bevolkingsgroei sinds de val van het communisme langzaam maar geleidelijk af. 
De bevolking bestaat nagenoeg uitsluitend uit Pomaken (geïslamiseerde Bulgaren of Bulgaarssprekende moslims). In de optionele volkstelling van 2011 werden slechts 872 van de 2.745 inwoners ondervraagd. Van deze 872 ondervraagden identificeerden er 572 zichzelf als etnische Bulgaren (oftewel 65,6% van alle ondervraagden), terwijl 131 personen zichzelf als Bulgaarse Turken identificeerden (15%). Aangezien de overige 1.873 bewoners het censusformulier niet invulden, is het niet mogelijk om harde conclusies aan deze uitkomst te verbinden
| Etnische samenstelling van de respondenten (2011) | Etnische samenstelling van de respondenten (2011) | Etnische samenstelling van de respondenten (2011) | Etnische samenstelling van de respondenten (2011) | Etnische samenstelling van de respondenten (2011) |
| ------------------------------------------------- | ------------------------------------------------- | ------------------------------------------------- | ------------------------------------------------- | ------------------------------------------------- |
|                                                   |                                                   |                                                   |                                                   |                                                   |
| Bulgaren                                          | Bulgaren                                          |                                                   | 65,6%                                             | 65,6%                                             |
| Turken                                            | Turken                                            |                                                   | 15,0%                                             | 15,0%                                             |
| Roma                                              | Roma                                              |                                                   | 0,0%                                              | 0,0%                                              |
| Anders/Onbekend                                   | Anders/Onbekend                                   |                                                   | 19,4%                                             | 19,4%                                             |

Van de 2.745 inwoners die in februari 2011 werden geregistreerd, waren er 564 jonger dan 15 jaar oud (20,5%), gevolgd door 1.956 personen tussen de 15-64 jaar oud (71,3%) en 225 personen van 65 jaar of ouder (8,2%).

## Religie
In tegenstelling tot de rest van Bulgarije is de islam de dominante religie in Ribnovo. Het dorp heeft twee functionerende moskeeën.

## Cultuur
Het dorp Ribnovo staat bekend om de unieke huwelijksceremonies van de Slavische moslims, die gewoonlijk in de wintermaanden plaatsvinden en enkele dagen kunnen duren. Ook andere islamitische feesten, zoals het besnijdenisfeest, zijn populair en worden grootschalig gevierd.